# RTÉ CEL
RTÉ CEL(Raidió Teilifís Éireann Commercial Enterprises, RTÉ 주식회사)는 아일랜드의 공영 서비스 방송사인 RTÉ(아일랜드 라디오-텔레비전)의 영리 목적의 단체이다. RTÉ의 영국격인 영국방송공사가 소유한 BBC 스튜디오와 비슷한 방식으로 이 단체는 RTÉ와는 독립적으로 운영된다. 1990년대에 리버댄스로 큰 성공을 거두었다.
RTÉ CEL은 Easy TV (DTT) 컨소시엄의 일부였다.